# Baltimore (Ohio)
Baltimore és una població dels Estats Units a l'estat d'Ohio. Segons el cens del 2000 tenia 2.881 habitants.

## Demografia
Segons el cens del 2000, Baltimore tenia 2.881 habitants, 1.159 habitatges, i 786 famílies. La densitat de població era de 624,9 habitants/km².
Dels 1.159 habitatges en un 34,3% hi vivien nens de menys de 18 anys, en un 52,3% hi vivien parelles casades, en un 11,5% dones solteres, i en un 32,1% no eren unitats familiars. En el 27,9% dels habitatges hi vivien persones soles el 14,2% de les quals corresponia a persones de 65 anys o més que vivien soles. El nombre mitjà de persones vivint en cada habitatge era de 2,47 i el nombre mitjà de persones que vivien en cada família era de 3,01.
Per edats la població es repartia de la següent manera: un 26,1% tenia menys de 18 anys, un 8,8% entre 18 i 24, un 29,1% entre 25 i 44, un 21,3% de 45 a 60 i un 14,7% 65 anys o més.
L'edat mediana era de 36 anys. Per cada 100 dones de 18 o més anys hi havia 84,7 homes.
La renda mediana per habitatge era de 39.375 $ i la renda mediana per família de 46.780 $. Els homes tenien una renda mediana de 37.714 $ mentre que les dones 25.386 $. La renda per capita de la població era de 17.436 $. Aproximadament el 7,7% de les famílies i el 9,5% de la població estaven per davall del llindar de pobresa.

## Poblacions més properes
El següent diagrama mostra les poblacions més properes.